# Andrew Combe
Andrew Combe (Edimburgo, 27 de octubre de 1797-Gorgie, 9 de agosto de 1847) fue un frenólogo y fisiólogo escocés, hermano menor de George Combe.

## Biografía
Nació en Edimburgo el 27 de octubre de 1797. Fue aprendiz en un consultorio y en 1817 pasó al Surgeons' Hall. Se trasladó a París para completar sus estudios médicos, donde investigó la frenología. Convencido de la veracidad de esta pseudociencia, adquirió habilidad en la disección del cerebro y complementó las lecciones de su hermano George con una demostración práctica de los giros cerebrales. Regresó a Edimburgo en 1819 con la intención de empezar a ejercer, pero la aparición de los primeros síntomas de una enfermedad respiratoria lo empujó a pasar dos inviernos en Italia y el sur de Francia.
Empezó la práctica médica en 1823, que desempeñó por nueve años. En este período asistió en la edición del Phrenological Journal, para el que escribió varios artículos, defendió la frenología ante la Royal Medical Society de Edimburgo, publicó sus Observations on Mental Derangement (1831) y preparó la mayor parte de su obra Principles of Physiology Applied to Health and Education, que vio la luz en 1834.
En 1836 fue nombrado médico de Leopoldo I de Bélgica, por lo que se mudó a Bruselas, pero retornó rápidamente a Edimburgo debido al clima desfavorable. En el mismo año publicó Physiology of Digestion y en 1838 comenzó a ejercer como médico extraordinario de la reina en Escocia. Dos años más tarde completó su último trabajo, Physiological and Moral Management of Infancy. El resto de su vida lo pasó viajando por diversos lugares para aliviar su enfermedad, estuvo dos inviernos en Madeira y permaneció varias semanas en los Estados Unidos. Falleció en Gorgie, cerca de Edimburgo, el 9 de agosto de 1847.